# Dicranopteris tetraphylla
Dicranopteris tetraphylla är en ormbunkeart som först beskrevs av Eduard Rosenstock, och fick sitt nu gällande namn av C. M. Kuo. Dicranopteris tetraphylla ingår i släktet Dicranopteris och familjen Gleicheniaceae. Inga underarter finns listade.